# الإجهاض في بولندا

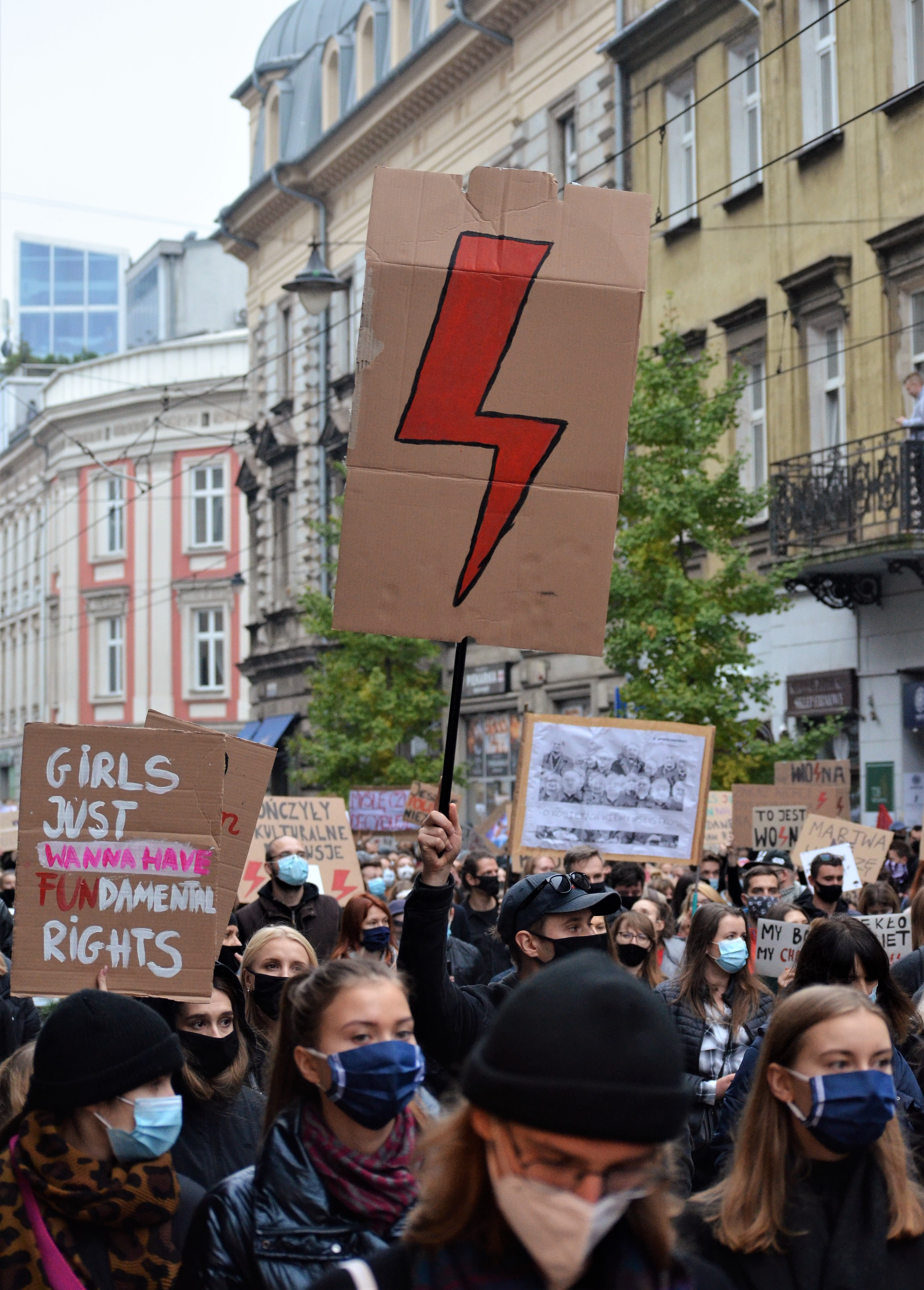

يُعتبر الإجهاض في بولندا إجراءً غير قانوني إلا في حالات الاغتصاب، أو عند تعرض حياة المرأة أو صحتها لأي شكل من أشكال الخطر، أو في حال إصابة الجنين بأضرار لا يُمكن معالجتها.
اقتُرح تشريع يحظر الإجهاض بشكل كامل في عام 2016م، فنظّمت 30,000 امرأة إضرابًا وسرن في جميع المدن البولندية للاحتجاج على هذا التشريع، الأمر الذي دفع السياسيين رفيعي المستوى إلى تجاهل هذا القانون المُقترح. صوّت المشرّعون ضد القانون الجديد بعد مرور ثلاثة أيام على الإضراب.
تُعتبر بولندا واحدةً من الدول القليلة التي تستمر في حظر الإجهاض بعد مرور عقود من التشريع الليبرالي (خلال الحكم الشيوعي). تلجأ العديد من النساء البولنديات إلى إجراء عمليات الإجهاض في البلدان المجاورة بسبب القيود الصارمة في بلدهن.
تمتلك بولندا أحد أكثر قوانين الإجهاض صرامةً مقارنةً بباقي الدول الأوروبية، إذ تتشابه بذلك مع مجموعة من البلدان الكاثوليكية التقليدية الأخرى في المنطقة (مثل مالطا، وسان مارينو، وليختنشتاين، والفاتيكان، وموناكو، وأندورا).

## الوضع القانوني
يُمنع إجراء عمليات الإجهاض في بولندا إلا في حال تحقق الشروط الثلاثة التالية.
1. عند تعرض حياة المرأة أو صحتها للخطر بسبب الاستمرار في الحمل.
2. عندما يكون الحمل نتيجةً لعمل إجرامي.
3. عند وجود احتمالية كبيرة لإصابة الجنين بأضرار حادة وغير قابلة للعلاج.

لا تخضع النساء البولنديات لعقوبات في حال إنهاء الحمل بشكل غير قانوني، وذلك على النقيض من البلدان الأخرى التي يُحظر فيها إجراء عمليات الإجهاض. يُشترط الحصول على موافقة من طبيب بعد معاينة الظروف بالإضافة إلى موافقة من مدعي عام بعد الاطلاع على الظروف أيضًا. ينبغي دومًا الحصول على موافقة الوالدين في حال كانت المرأة التي تريد الإجهاض قاصرة.
علاوةً على ذلك، يُعتبر إقناع المرأة بإنهاء حملها بشكل غير قانوني عملًا إجراميًا.

## نبذة تاريخية
حتى عام 1932، كان الإجهاض محظورًا في بولندا دون أي استثناءات. أجاز قانون العقوبات الجديد في تلك السنة الإجهاض بسبب وجود أسباب طبية ولأول مرة في أوروبا، أو إذا كان الحمل ناتجاً عن فعل إجرامي. كان هذا القانون ساريَ المفعول باستثناء فترة الاحتلال الألماني خلال الحرب العالمية الثانية منذ عام 1932 حتى عام 1956. تزايدت عقوبات الإجهاض في ألمانيا النازية والتي تضمنت أقاليم من بولندا بين عامي 1939-1945. كان الإجهاض محدوداً في حال كان الجنين مشوهاً أو معاقاً. أجاز مجلس النواب البولندي الإجهاض عام 1956 في الحالات التي تكون المرأة فيها تعاني من ظروف المعيشة الصعبة. تفاوتَ تأويل التغيير في الإجهاض في نهاية الخمسينيات من القرن الماضي، من تأويل مُقيد إلى تأويل يسمح بالإجهاض عند الطلب في الستينيات والسبعينيات. لم يكن من غير المألوف بالنسبة للنساء التي تعيش في بلدان تكون فيها عمليات الإجهاض مقيدة مثل السويد بالسفر إلى بولندا من أجل القيام بعمليات الإجهاض والتي تتسم بأسعارها المناسبة وسهولة الوصول إليها هناك.
جرى تغيير المتطلبات الإجرائية لجعل الإجهاض قانونيًا عدة مرات على مر السنين (1969، 1959، 1969، 1981 و1990).  بعد نهاية الحكم الشيوعي، كان التغيير الأكثر أهمية لعام 1990، عندما تسبب القرار الصادر في الثلاثين من أبريل عام 1990 في جعل الوصول إلى عمليات الإجهاض أكثر صعوبة. في عام 1993، طرأ تغيير كبير، إذ كان القانون أكثر صرامة، فأزال ظروف المعيشة الصعبة كليًا باعتبارها سببًا للقيام بعمليات الإجهاض. وعلى هذا النحو، أمكن الحصول على عمليات الإجهاض قانونيًا فقط في حال كانت حياة المرأة الحامل في خطر يهدد حياتها أو صحتها بشهادة مُصدقة من قبل طبيبين اثنين، كحالات الاغتصاب أو نكاح المحارم والتي تكون مؤكدة من قِبل النائب العام وحالات الاختبارات ما قبل الولادة الموثقة من قبل طبيبين اثنين والمؤكدة بأن الجنين متضرر بشكل كبير لا يمكن إصلاحهُ. ولا يزال هذا القانون سارياً حتى يومنا هذا.

### الجدال المعاصر
تُعتبر بولندا إحدى الدول المتأثرة بالرومانية الكاثوليكية إلى حد كبير، إذ غالبًا ما يتحكم الدين في السياسة والآراء الاجتماعية. تُعد مسألة الإجهاض إحدى المسائل المثيرة للجدل في نطاق السياسة البولندية، إذ كانت مسألة التعديل الدستوري المناهض للإجهاض أحد الأسباب التي أسفرت عن الانقسام في حزب العدالة والقانون (بّي. آي. إس.) وتأسس حزب التيار اليميني للجمهورية بقيادة ماريك جوريك.[بحاجة لمصدر]
يُعتبر حزب العدالة والقانون (بّي. آي. إس.) البولندي حزبًا سياسيًا محافظًا قوميًا وديمقراطيًا مسيحيًا، إذ يمتلك 237 مقعدًا في السيّم البولندي و66 مقعدًا في مجلس الشيوخ البولندي، وبذلك هو أكبر حزب في البرلمان البولندي في الوقت الحالي.
جمعت المنظمات غير الحكومية البولندية المؤيدة للحياة أكثر من 500,000 توقيعًا لمشروع قانون مُقترح لحظر الإجهاض في بولندا بشكل كلي في شهر يونيو من عام 2011. رفضت غالبية البرلمان البولندي مشروع القانون هذا، لكنه حصد دعمًا كفيلًا لإرساله إلى البرلمان البولندي لإخضاعه للمزيد من التعديلات. انتقد حزبين من أحزاب المعارضة اليمينية هذه الخطوة، وهما حزب العدالة والقانون وحزب بولندا أولًا، إذ أعربوا عند دعمهم لمشروع القانون. يستمر حزب التحالف اليساري الديمقراطي التابع للتيار اليساري في دعمه لسياسة تأييد حق الاختيار ومعارضته لمشروع القانون. يعتبر حزب المنصة المدنية الحاكم نفسه أحد داعمي التشريع الحالي بشأن الإجهاض في بولندا، لكنه انقسم حول هذه المسألة بعد تصويت أكثر من 60 عضو من نواب الحزب لصالح مشروع القانون.

## حظر الإجهاض المُقترح
في سبتمبر من عام 2015، رُفضت مبادرة مدنية لتطبيق الحظر الكامل الخاص بالإجهاض في البرلمان البولندي. دعم مئة وستة وسبعون عضواً من صناع القرار في حكومة البرلمان البولندي ذلك الإجراء، بينما صوّت مئتان وستة من الأعضاء ضده.
في أبريل من عام 2016، اقترحت المنظمات البولندية تعديل التشريع الخاص بحظر الإجهاض في جميع الحالات عدا الحالات التي تحافظ على حياة المرأة. تضمنت الاتفاقية عقوبات على القائمين بعمليات الإجهاض بالسجن على ما يزيد خمسة سنوات. بدءاً من تاريخ 22 لسنة 2016، جرى تمرير الاتفاقية ومناقشتها في البرلمان البولندي. صوّت البرلمان البولندي مع الأغلبية الداعمة لاستمرار العمل على الاتفاقية. جرى الرفض المطلق لمشروع قانون منافس يقترح قوانين الإجهاض الليبرالية والتي كانت مدعومة كذلك من قِبل المبادرة المدنية والتي بدورها نجحت بجمع عدد التواقيع المطلوبة وذلك في نفس الجلسة التي عُقدت في البرلمان البولندي. ولو جرى تمرير القانون، لكانت قيود الإجهاض الخاصة ببولندا قد اتفقت مع القيود المتسمة بالصرامة الأشد على الإجهاض الخاصة بالدولتين مالطا والفاتيكان.

### الاحتجاج الأسود
في اليوم الثاني والعشرين من سبتمبر لعام 2016، في اليوم الذي جرت فيه مناقشة الاتفاقية الخاصة بحظر الإجهاض في مجلس النواب البولندي، نظم الحزب اليساري (ليفت توغيذر) مظاهرة أُطلِق عليها «الاحتجاج الأسود»، والتي بادر بها (ماغورزاتا آدزميك) أحد أعضاء الحزب. كان ذلك جزءًا من حملة أكبر، نشر الناس من خلالها صور السيلفي مرتدين الملابس السوداء في مواقع التواصل الاجتماعي تحت عنوان «الاحتجاج الأسود».  وفي الأيام اللاحقة، كان يجري تنظيم وقفات احتجاجية أخرى في المدن البولندية الأخرى منها (فروتسواف، ووودج وكراكوف). كما شارك الالآف من الناس في الوقفات الاحتجاجية في مدن عديدة في بولندا. وفي اليوم الأول من شهر أكتوبر لعام 2016،  حصل احتجاج كبير بالقرب من مبنى مجلس النواب البولندي، نظّمته باربرا نوفاكا المعنية بالمبادرة البولندية، والتي بدورها جمعت توقيعات بموجب قانون الاتفاقية الخاص بالمواطنين من أجل تمرير قانون الإجهاض البولندي.
وفي الثالث من أكتوبر للعام ذاته، نظمت الالآف من النساء البولنديات وقفة احتجاجية لمعارضة التشريع المُقترح من أجل حظر الإجهاض بشكل كامل، والذي أُطلِق عليه «الاثنين الأسود»، اقتُرح في «فيسبوك» حصريًا من قِبل الممثلة البولندية كريستينا جاندا. سارَ إضراب تلك النسوة على خطى الإضراب الناجح لحقوق المرأة في آيسلندا الذي حدث في عام 1975، منددًا برفض الذهاب إلى المدارس أو العمل أو حتى المشاركة في الأعمال المنزلية. في حين قام المتظاهرون الذين يؤيدون الإجهاض بمسيرة احتجاجية في مدن (وارسو، وغدانسك، ووودج، وفروتسواف وكراكوف)، بالإضافة إلى تنظيم وقفة احتجاجية تضامنية في بقية أنحاء أوروبا. في حين أظهر ما يقارب 98 ألفًا من المحتجين رفضهم للميثاق الجديد. كما عقدَ داعمو التشريع الجديد مظاهرات ضد المحتجين والجماعات الكاثوليكية من أجل التعبير عن مساندتهم لحظر الإجهاض.
وبحلول الخامس من أكتوبر لعام 2016، نأى السياسيون بأنفسهم عن التشريع المُقترح.